# Jardin André-Ulmann
Le jardin André-Ulmann est un espace vert du 17e arrondissement de Paris, dans le quartier de la Plaine-de-Monceaux.

## Situation et accès
Cet espace vert est relié à plusieurs autres, séparés et situés à proximité du boulevard périphérique, entre la porte Maillot et la porte d’Asnières, par la promenade Bernard-Lafay. Il est bordé par l'avenue Brunetière et le boulevard de Reims.
Le site est accessible par le 17-24, boulevard de Reims et le 18, avenue Brunetière.
Il est desservi par la ligne 3 à la station Pereire.

## Origine du nom
Il rend hommage au résistant André Ulmann (1912-1970),.

## Historique
Le jardin est créé en 1947, et non dénommé, prend le nom de « jardin André-Ulmann » le 29 septembre 1992. 